# Tongaanse pa'anga
De Tongaanse pa'anga is de munteenheid van Tonga, en wordt ook wel de Tongaanse dollar genoemd. Eén pa'anga is honderd seniti. Pa'anga betekent letterlijk "boonvormige stukken" in het Tongaans.
De volgende munten worden gebruikt: 1, 2, 5, 10, 20 en 50 seniti. Het papiergeld is beschikbaar in 1, 2, 5, 10, 20, 50 en 100 pa'anga.
De pa'anga is niet converteerbaar en is gekoppeld aan een mandje met munteenheden als de Australische, Nieuw-Zeelandse en Amerikaanse dollar en de Japanse yen.